# آکادمی نظامی ایالات متحده
آکادمی نظامی ایالات متحده معروف به وست پوینت (در انگلیسی: West Point) نام معتبرترین و کهن ترین دانشگاه افسری در ایالات متحده آمریکا است. این مدرسه در سال ۱۸۰۲ میلادی در ایالت نیویورک آمریکا بنیان نهاده شد. مساحت کنونی مدرسه نظامی وست پوینت در حدود ۶۵ کیلومتر مربع است. این مدرسه یکی از بزرگ‌ترین مدارس نظامی در جهان است.
دانش‌آموختگان مدرسه نظامی وست پوینت در پایان تحصیلات مدرک کارشناسی علوم دریافت می‌کنند و اکثراً با درجه ستوان دومی جذب ارتش ایالات متحده آمریکا می‌شوند.
شعار رسمی مدرسه نظامی وست پوینت «وظیفه، افتخار، میهن» است.
آکادمی نظامی وست‌پوینت در پاییز سال ۲۰۰۶ میلادی، برای افسران مسلمانی که پایبند به مناسک اسلامی هستند، نمازخانه‌ای را که فرش شده است و دارای کتابخانه، منبر و رو به قبله است را افتتاح کرد.

## شرایط ورود

جرج دابلیو. بوش ، رئیس‌جمهور پیشین ایالات متحده در حال اعطای درجه نظامی به یکی از دانش‌آموختگان مدرسه نظامی وست پوینت - سال ۲۰۰۲

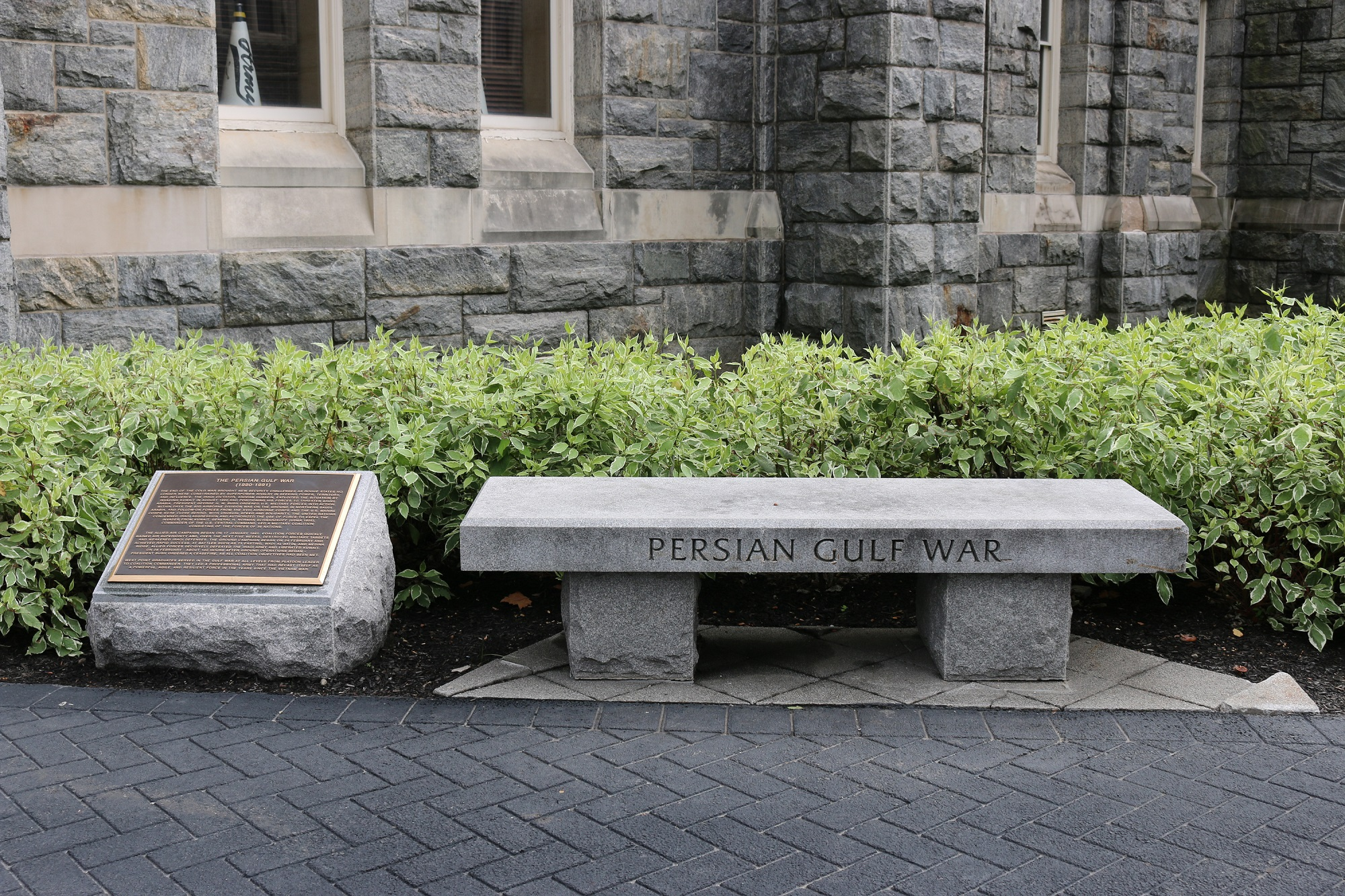
یادبود جنگ خلیج پارس در وست پوینت

بر پایه لایحه‌ای که کنگره ایالات متحده آمریکا در سال ۱۹۰۳ وضع کرد، هر سناتور و نماینده کنگره می‌توانست سالیانه تنها پنج نفر از سراسر آمریکا (دو نفر از ایالت ناحیه کلمبیا و سه نفر از نواحی دیگر) را که در عین حال واجد شرایط لازم بدنی و سنی مناسب باشند را به عنوان دانشجوی دانشگاه افسری به مدرسه نظامی وست‌پوینت معرفی کند؛ اما اکنون با تغییر قوانین معاون رئیس جمهور ایالات متحده و نمایندگان کنگره می‌توانند تنها پنج نفر را به عنوان دانشجوی دانشگاه افسری وست‌پوینت معرفی کنند. انتصاب‌ها به صورت سالیانه انجام نمی‌گیرد به صورتی که اگر یک نفر از این افراد معرفی‌شده بعد از مدت چهار سال فارغ‌التحصیل شود یا در میانه راه ترک تحصیل کند آنگاه نماینده کنگره یا معاون رئیس‌جمهور آمریکا می‌تواند شخص دیگری را به جای آن شخص معرفی کند. نمایندگان کنگره یا سنا همچنین اغلب اعمال نفوذ نمی‌کنند و معمولاً برای یک جای خالی ده داوطلب را به‌طور هم‌زمان به مدرسه نظامی وست‌پوینت توصیه می‌کنند. به این ترتیب که انتخاب آن یک تن از بین بقیه متقاضیان بنا بر نمرات درخشان تحصیلی و شرایط روحی و بدنی آن‌ها را به عهده مدیران و مربیان مدرسه نظامی وست‌پوینت می‌گذارند؛ اما اگر سناتور یا نماینده کنگره شخص خاصی را به عنوان داوطلب اصلی به همراه بقیه متقاضیان به مدرسه نظامی وست‌پوینت معرفی کند، تا زمانی که آن شخص منتخب سناتور یا نماینده کنگره شرایط بدنی و روحی لازم را داشته باشد، حتی اگر شایستگی‌هایش از دیگر کاندیدها کمتر باشد باز می‌تواند به مدرسه وارد شود.
دیگر سهمیه‌های مدرسه نظامی وست پوینت به صورت ذیل تقسیم‌بندی می‌شوند:
- ۱۰۰ سهمیه سالیانه برای فرزندان خانواده‌های نظامیان شاغل یا بازنشسته ارتش آمریکا.
- ۱۷۰ سهمیه سالیانه برای سربازان مستعد در حال خدمت ارتش آمریکا.
- ۲۰ سهمیه برای افسران مستعد ذخیره ارتش آمریکا.
- ۶۵ سهمیه برای فرزندان نظامیانی که پدر یا مادر ارتشی‌شان در هنگام نبرد با دشمن کشته یا معلول شده‌اند.
- فرزندان افسرانی که مدال افتخار ایالات متحده آمریکا را دریافت کرده‌اند نیازی به معرفی به وسیله سناتور یا نماینده کنگره را ندارند و فقط باید شرایط بدنی و روحی مناسب به همراه نمرات درخشان تحصیلی را در کارنامه خود داشته باشند.

## وست پوینت و جنگ داخلی آمریکا
در دوران جنگ داخلی آمریکا افسران و ژنرال‌های شمالی و جنوبی که بنا به مقتضای زمان با تاکتیک‌های نظامی در مقابل هم صف آرایی می‌کردند همگی از دانش‌آموختگان مدرسه نظامی وست پوینت بودند. آن‌ها در دوران مدرسه افسری در وست پوینت اکثراً همکلاسی‌های سابق و دوستان قدیمی در این مدرسه مدرن نظامی بودند.

## اهمیت وست پوینت

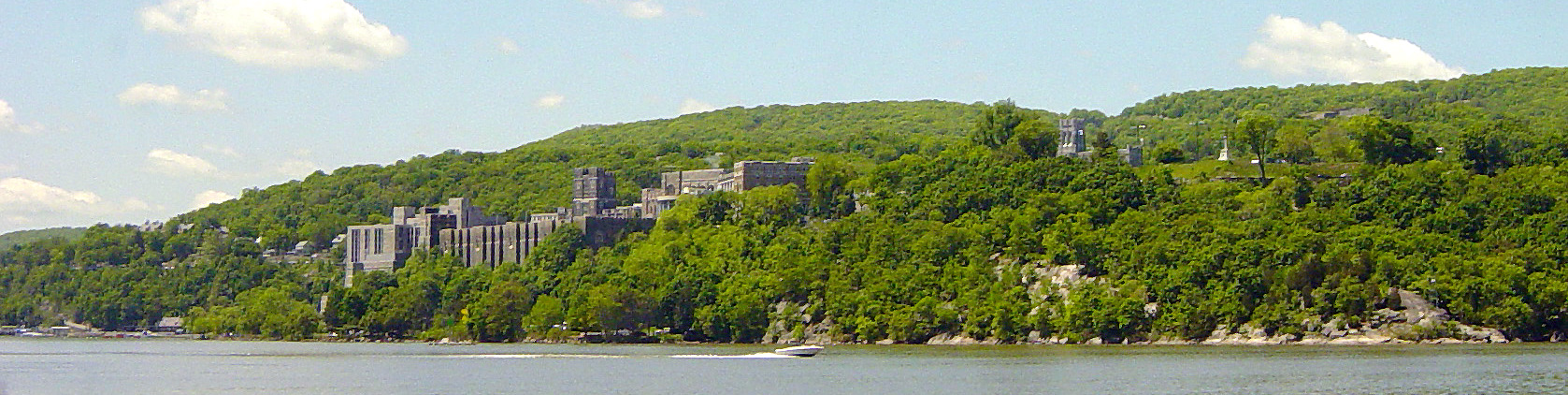
آکادمی وست پوینت از طرف مقابل رودخانه هادسن. ساختمان‌ها و پردیس این آکادمی اثر معمار آمریکایی رالف آدامز کرام است.

وست پوینت تا امروزه اهمیت تاریخی و استراتژیک خود را حفظ کرده است به‌طوری‌که هر ساله روسای جمهور ایالات متحده آمریکا در جشن فارغ‌التحصیلی افسران این دانشگاه نظامی شرکت و در آنجا مهم‌ترین نطق‌های کشوری و ملی را در جمع دانشجویان و دانش‌آموختگان این مدرسه نظامی قرائت می‌کنند.

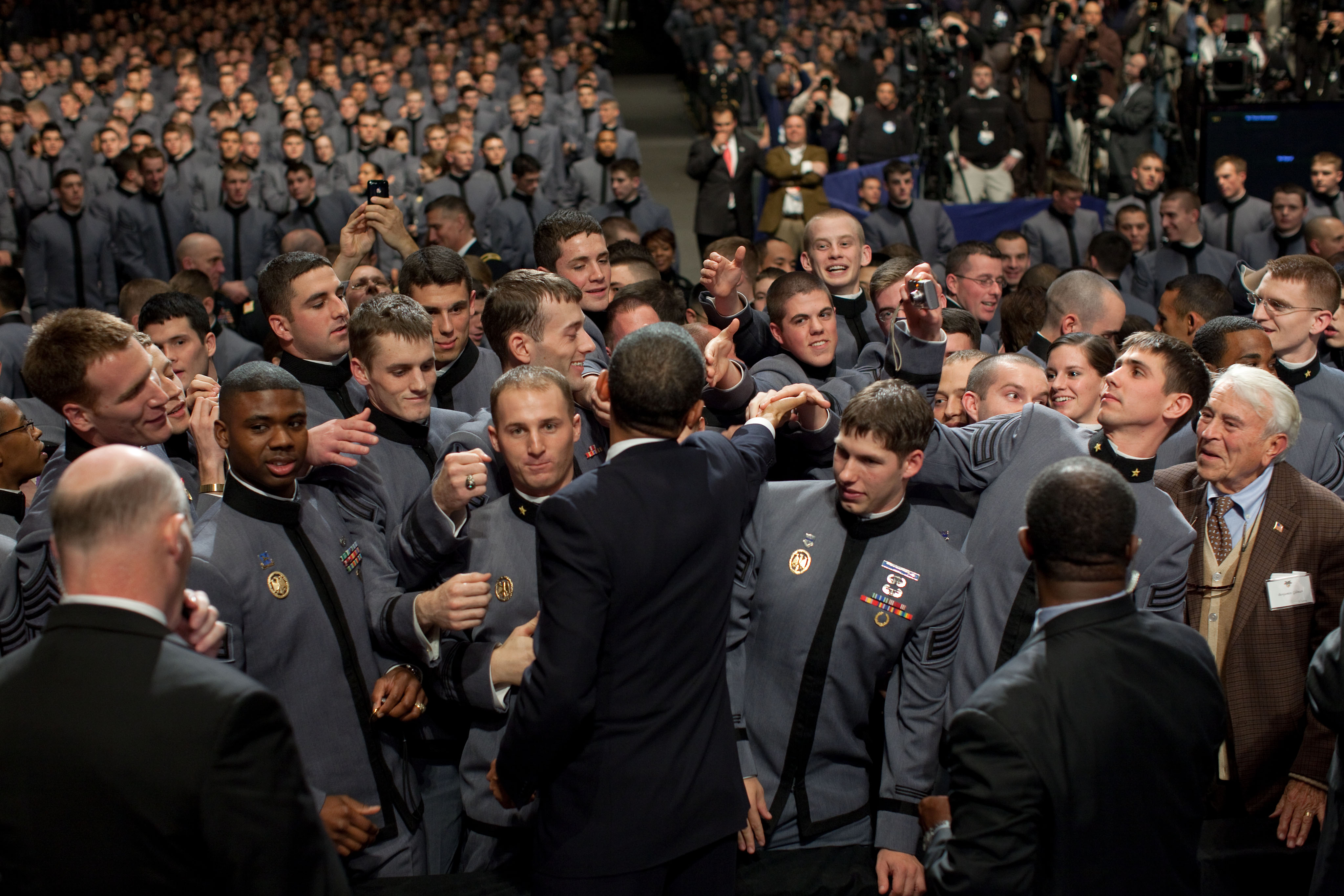
باراک اوباما در دیدار از وست پوینت
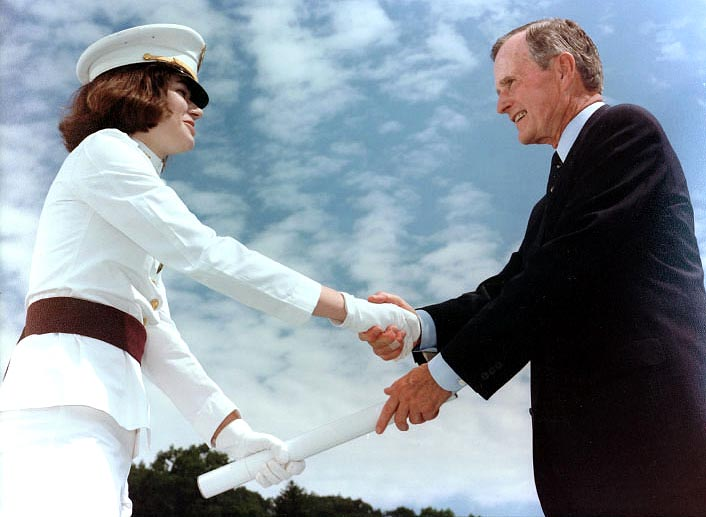
جرج ه. و. بوش، رئیس جمهور وقت آمریکا در حال اعطای درجه نظامی به یکی از دانش‌آموختگان زن مدرسه نظامی وست پوینت - سال ۱۹۹۱
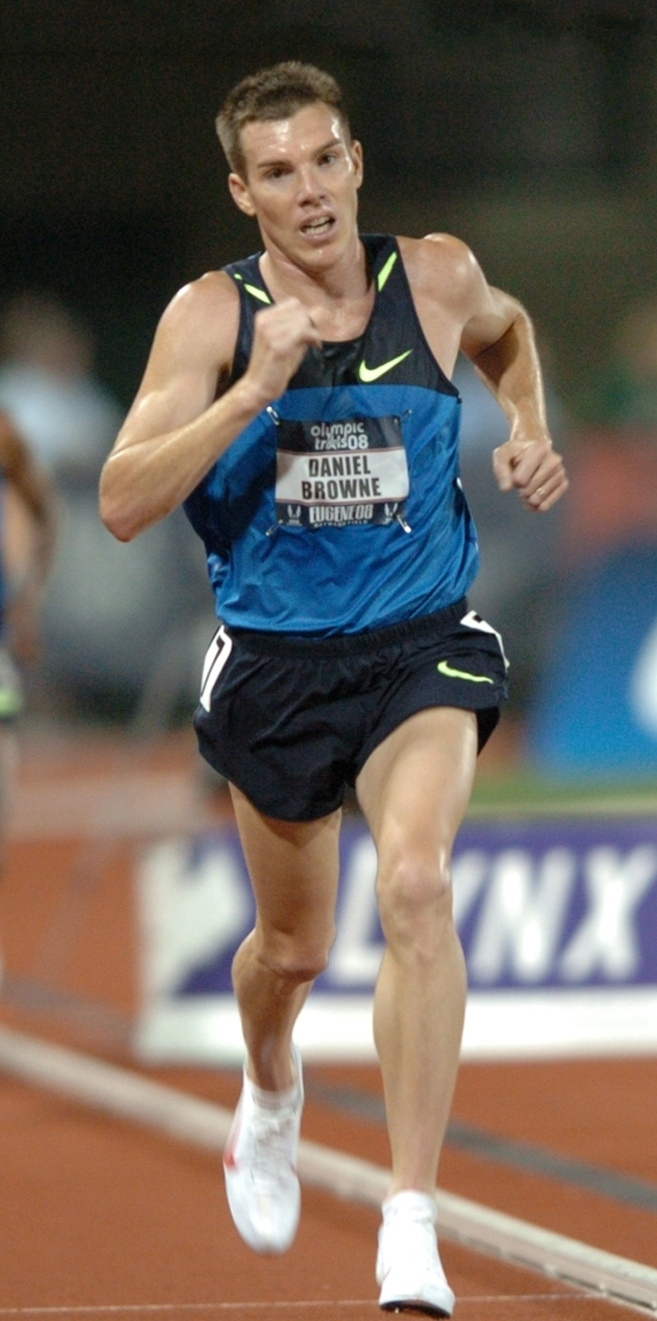
مسابقات انتخاب تیم ملی دو و میدانی آمریکا برای بازی‌های المپیک با شرکت دوندگان وست پوینت
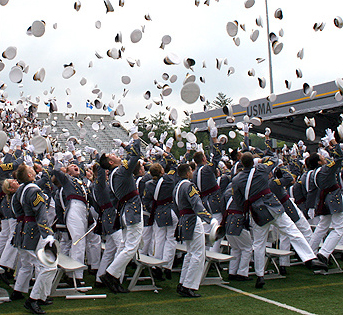
جشن و سرور در فارغ التحصیلی

## افتخارات
نوشتار اصلی: سرشناس‌ترین دانش‌آموختگان مدرسه نظامی وست‌پوینت
تعداد زیادی از رؤسای جمهور و بیشترین تعداد از ژنرالهای تاریخ ارتش آمریکا از این مدرسه نظامی فارغ‌التحصیل شده‌اند. همچنین افراد بسیار مشهور و قدرتمندی از سیاست‌مداران تا رؤسای ارشد اقتصادی آمریکا از این مدرسه نظامی فارغ‌التحصیل شده‌اند.